# Robert Hult
Carl Robert Hult, född 3 april 1882 i Hedvig Eleonora församling, Stockholm, död där 20 april 1950
, var en svensk arkitekt och formgivare.
Han studerade vid Chalmers tekniska institut och vid Kungliga Akademien för de fria konsterna och anställdes därefter på olika arkitektkontor i Stockholm. I över 30 år arbetade han som arkitekt på Ivar Tengboms arkitektkontor och var under projekteringen för Stockholms konserthus en av Tengboms närmaste medarbetare. Hult var präglat av tidens stilriktning Swedish grace. Som formgivare för Konserthusets utsmyckning stod han för en lång rad vägg-, tak- och golvarmaturer av förgyllt trä respektive metall. Han ritade även, tillsammans med kollegan Birger Jonson, järnsmidet i Konserthusets trappräcken och grindar. 
I Tändstickspalatset, ett annat Tengbombygge, stod Hult för mycket av husets dekorativa panelarbeten och belysningsarmaturer. Här ritade han även förlagan till portikens smidesgrind tillsammans med Gustaf Cederwall. Den senare var också några år tidigare engagerat i Konserthusets konstnärliga utsmyckning. Bland andra kända arbeten kan nämnas orgelfasaden på Sankt Nikolai kyrka i Halmstad. Han var även formgivare på Svenskt Tenn där han formgav ljusstakar och klockor. Hult är representerad vid bland annat Nationalmuseum i Stockholm.

## Belysningsarmaturer i Konserthuset formgivna av Hult

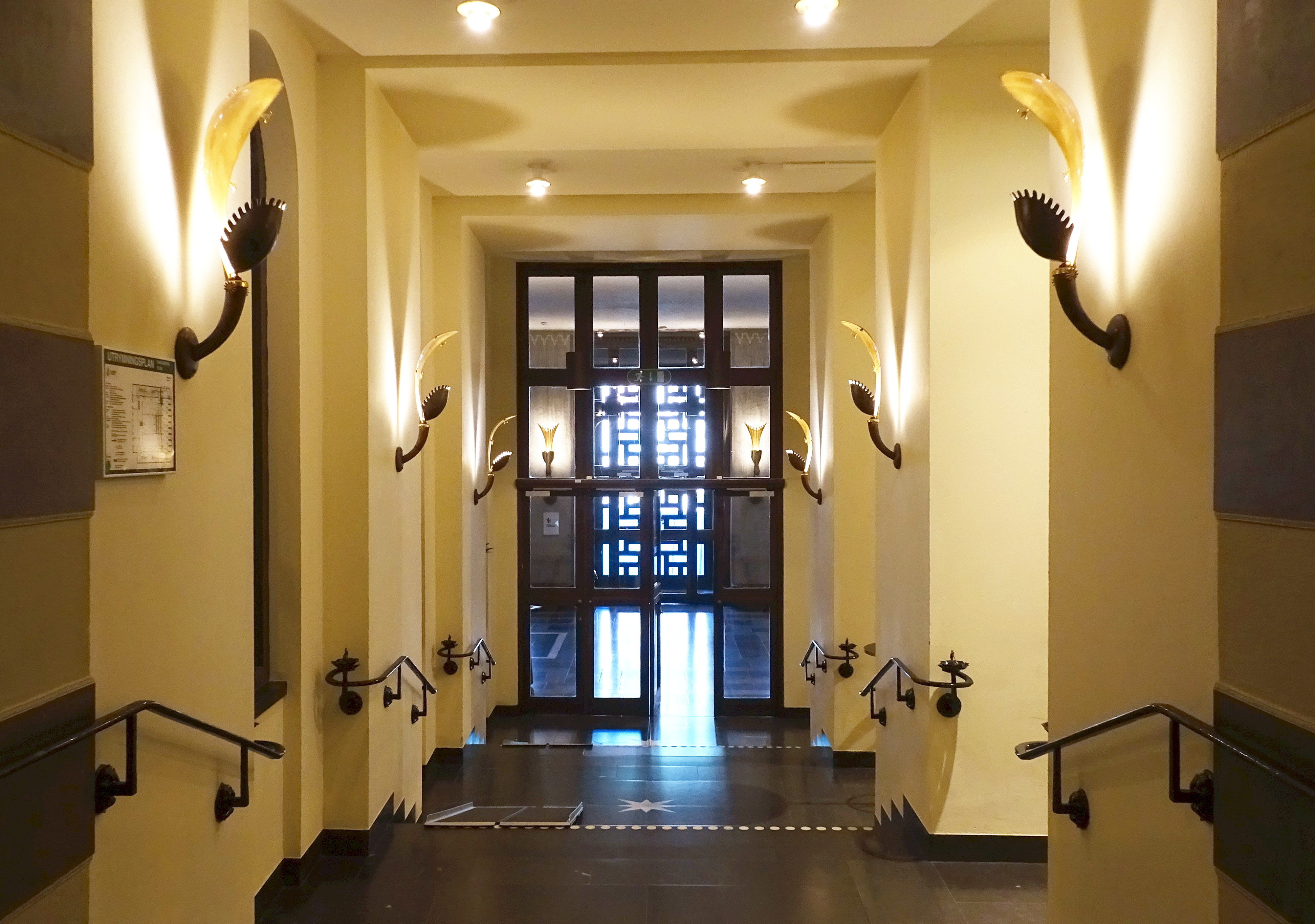
Vägglampetter i trappan till Grünewaldsalen.
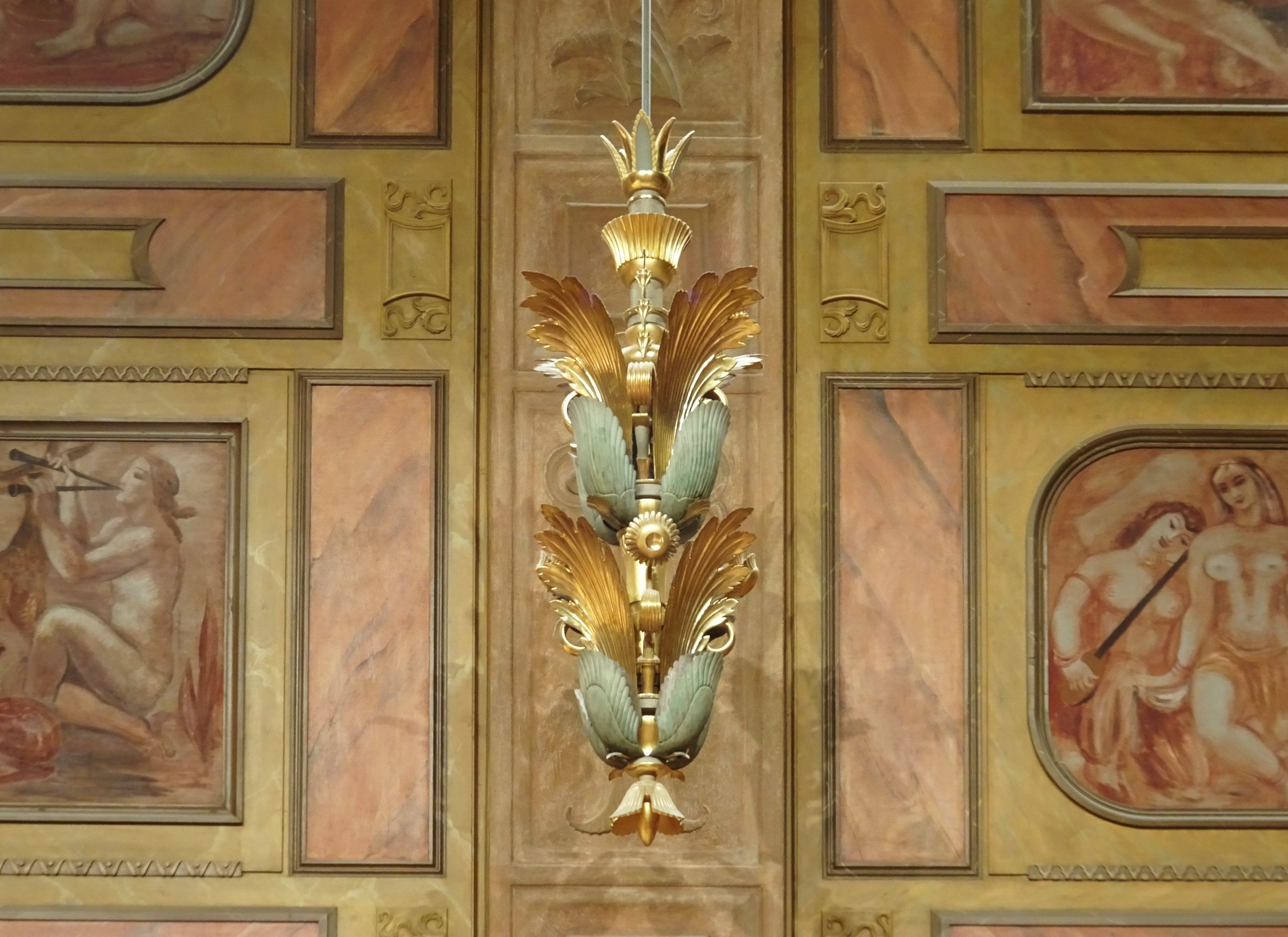
Pendelarmatur i Grünewaldsalen.
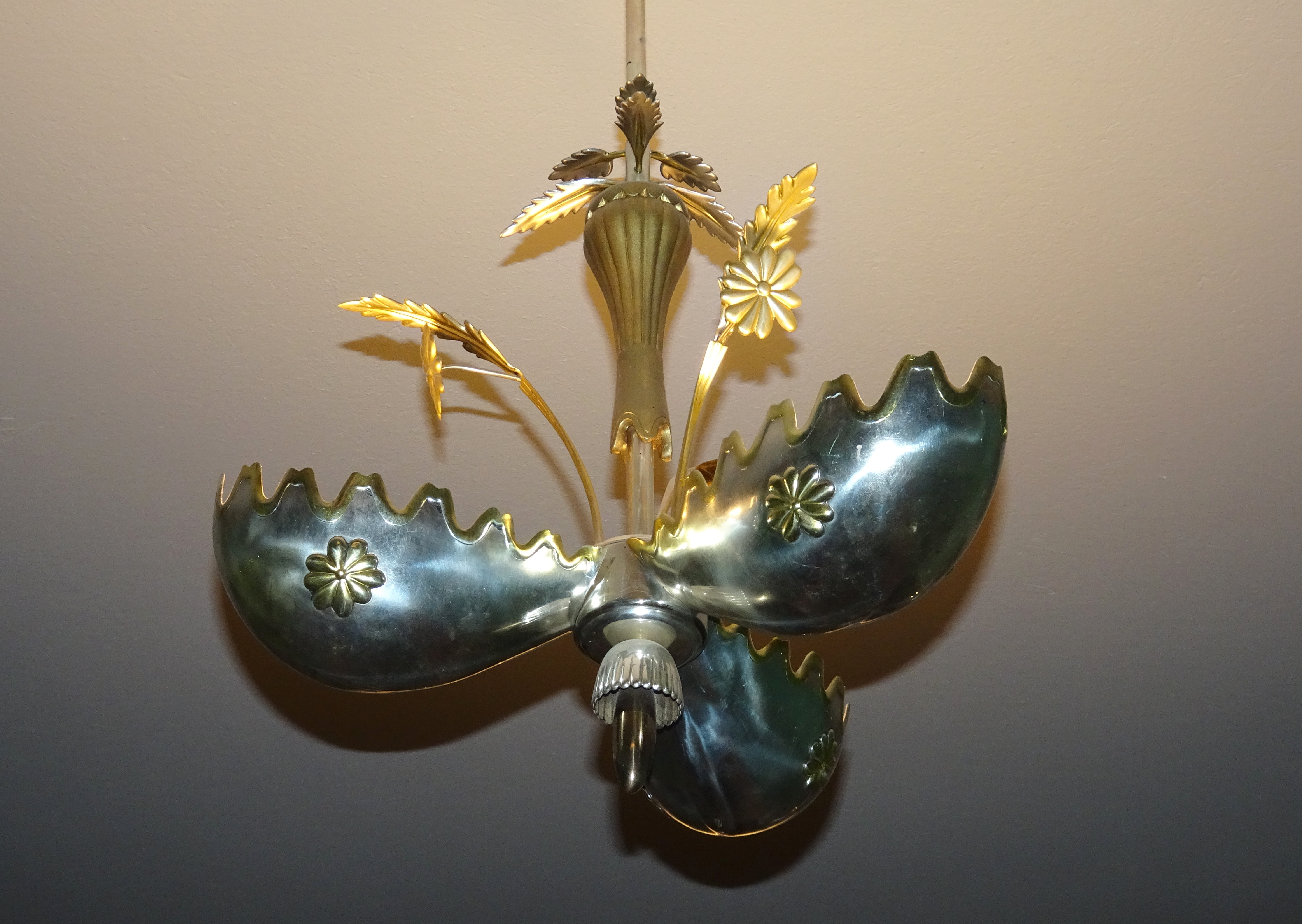
Takarmatur av metallplåt i Stora salens övre foajé.
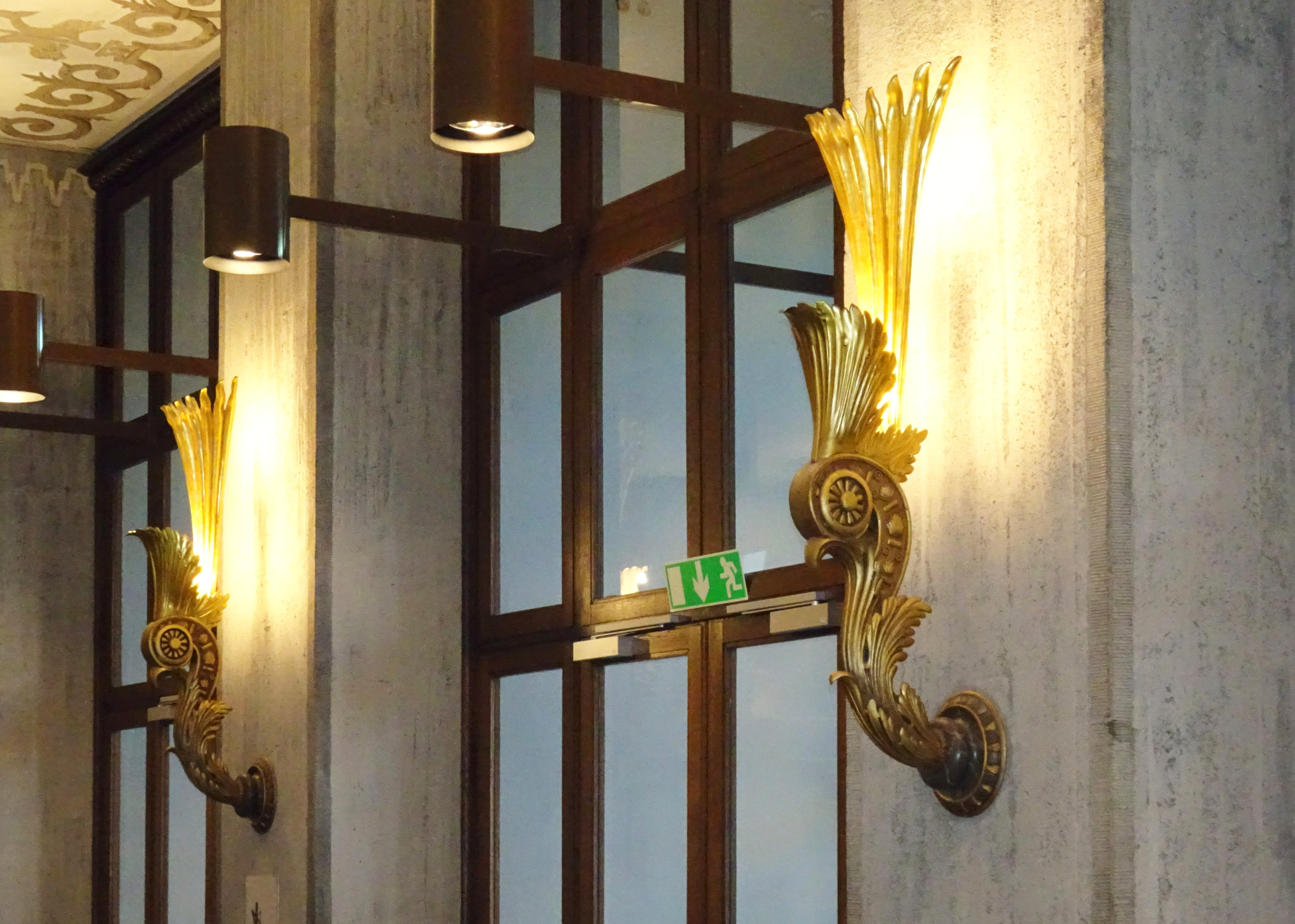
Vägglampetter i entréhallen.